# White Shadows
«White Shadows» és una cançó de la banda anglesa Coldplay, llançada exclusivament a Mèxic el 2007 com a sisè senzill del seu tercer àlbum, X&Y.
La cançó fou produïda per Ken Nelson i comptà amb la col·laboració de Brian Eno pels sintetitzadors i les tasques d'enginyeria a càrrec de Rich Costey. Tot i que inicialment van anunciar que seria el cinquè senzill del disc a Austràlia, la banda va canviar de plans i anul·lar el seu llançament sense indicar les raons d'aquesta decisió. Tanmateix, finalment fou llançat només a les emissores de ràdio mexicanes el juny de 2007 per promocionar la gira llatinoamericana que havia de fer el grup. La rebuda per part dels mitjans fou força positiva malgrat la poca exposició internacional que va tenir.